# Koning der Nederlanden (Schiff)
Die Koning der Nederlanden war ein Passagierschiff der niederländischen Reederei Stoomvaart Maatschappij Nederland, das von 1872 bis zu seinem Untergang 1881 im Indischen Ozean im Dienst war.

## Geschichte
Das 3.063 BRT große Dampfschiff Koning der Nederlanden wurde auf der Werft John Elder & Company im Glasgower Stadtteil Govan gebaut und lief am 5. September 1872 unter der Baunummer 150 vom Stapel. Kurz danach wurde das Schiff fertiggestellt und ging auf Jungfernfahrt. Der aus Eisen gebaute Schiffsrumpf war 107,3 Meter lang, 12 Meter breit und hatte einen maximalen Tiefgang von 6,5 Metern. Die zweizylindrigen Verbunddampfmaschinen wirkten auf einen Einzelpropeller und leisteten 400 PS. Die Reisegeschwindigkeit lag bei zehn Knoten (18,5 km/h).
Die Koning der Nederlanden beförderte Passagiere, Fracht und Post von Amsterdam nach Niederländisch-Indien. Ihr Name bedeutete „König der Niederlande“. Sie wurde für die 1870 gegründete niederländische Reederei Stoomvaart Maatschappij Nederland (SMN) gebaut, die im englischsprachigen Raum als Netherlands Steamship Company bekannt war. Die Schiffe dieser Reederei unterhielten einen regelmäßigen Passagier- und Frachtverkehr von den Niederlanden nach Niederländisch-Indien. Die Schornsteine der Reederei waren gelbbraun mit einem schwarzen Rand am oberen Ende.
Am Dienstag, dem 4. Oktober 1881 befand sich die Koning der Nederlanden mit Passagieren und Fracht auf dem Weg von Batavia (heute Jakarta) nach Amsterdam, als mitten im Indischen Ozean die Welle des Schiffs brach. Nachdem sich der Maschinenraum mit Seewasser füllte, ordnete Kapitän Bruyns die Evakuierung des Schiffes an. Alle 216 Passagiere und Besatzungsmitglieder verließen sicher das Schiff, welches am darauf folgenden Tag, dem 5. Oktober, unterging. Das nächste Land, die zum Chagos-Archipel gehörende Insel Diego Garcia, befand sich 400 Seemeilen entfernt. Drei Rettungsboote wurden von verschiedenen Schiffen aufgegriffen, aber drei andere Boote mit insgesamt 90 Passagieren und Besatzungsmitgliedern darin verschwanden spurlos auf dem Meer.
Das Wrack der Koning der Nederlanden liegt auf der Position 5° 14′ S, 64° 7′ O.